# Association Sportive Korofina
L'Association Sportive Korofina è una società calcistica con sede a Bamako in Mali.
Il club milita nella massima serie calcistica maliana.

## Stadio
Il club gioca le gare casalinghe allo Stade Modibo Keïta che ha una capacità di 35000.